# Hadena tephroleuca
Hadena tephroleuca är en fjärilsart som beskrevs av Jean Baptiste Boisduval 1833. Hadena tephroleuca ingår i släktet Hadena och familjen nattflyn. Inga underarter finns listade i Catalogue of Life.